# بخش د کرونل دورگو
بخش د کرونل دورگو (به اسپانیایی: Partido de Coronel Dorrego) یک منطقهٔ مسکونی در آرژانتین است که در استان بوئنوس آیرس واقع شده‌است. بخش د کرونل دورگو ۵٬۸۱۸ کیلومتر مربع مساحت و ۱۶٬۵۲۲ نفر جمعیت دارد.